# 神戸市立桜が丘小学校
神戸市立桜が丘小学校（こうべしりつ さくらがおかしょうがっこう）は、兵庫県神戸市西区桜が丘中町3丁目にある公立小学校。

## 沿革
出典
- 1978年4月 - 神戸市立押部谷小学校より分離開校。
- 1981年
  - 2月 - 北校舎竣工、藤棚設置。
  - 7月 - 投てき板・フェンス（東通路）設置。
- 1991年5月 - 文部省より「社会の変化に対応した新しい学校運営等に関する調査研究協力校（学校週5日制）」の指定をうける。
- 2025年1月 - 学びの推進課研究指定校事業推進校となる（2027年3月まで）。

## 学校教育目標
- 賢く 優しく 逞しく[2][3][4]

## 学校生活
- さくらランニング - 2時間目と3時間目の間の20分休憩内に健康教育を目的にランニングを行なっている。

## 通学区域
出典
神戸市西区に属する。
- 桜が丘中町1 - 5丁目、桜が丘西町1 - 5丁目、桜が丘東町1 - 3丁目

## 校区周辺
- 神戸市立桜が丘中学校（進学先中学校）
- さくらんぼ幼稚園
- 神戸桜が丘郵便局
- 明石川

## 交通
出典
- 神戸電鉄粟生線 栄駅より徒歩20分
- 神姫ゾーンバス
  - 11系統「桜が丘小学校前」より
  - 20・20A系統「栄市住前」より[8]

## 通学区域が隣接している学校
- 神戸市立木津小学校
- 神戸市立押部谷小学校
- 神戸市立櫨谷小学校